# Baquiriachi, Ocampo
Baquiriachi är en ort i Mexiko.   Den ligger i kommunen Ocampo och delstaten Chihuahua, i den nordvästra delen av landet, 1 300 km nordväst om huvudstaden Mexico City. Baquiriachi ligger 2 022 meter över havet och antalet invånare är 208.
Terrängen runt Baquiriachi är huvudsakligen kuperad. Baquiriachi ligger nere i en dal. Runt Baquiriachi är det mycket glesbefolkat, med 4 invånare per kvadratkilometer. Närmaste större samhälle är Ocampo, 14,3 km väster om Baquiriachi. I omgivningarna runt Baquiriachi växer huvudsakligen savannskog.